# Майкл Клейтон
«Майкл Клейтон» (англ. Michael Clayton) — юридический триллер 2007 года, режиссёрский дебют сценариста Тони Гилроя. Исполнитель главной роли нью-йоркского юриста Майкла Клейтона Джордж Клуни получил номинации на награды «Оскар», BAFTA, «Золотой глобус» и премию Американской Гильдии киноактеров в категории «Лучший актёр главной роли». Исполнитель роли Артура Эденса Том Уилкилсон получил номинации на все вышеперечисленные награды и премии в категории «Лучший актёр второстепенной роли». Исполнительница роли Карен Краудер Тильда Суинтон была удостоена премий «Оскар» и BAFTA в категории «Лучшая актриса второстепенной роли».

## Сюжет
Майкл Клейтон, нью-йоркский юрист, работает на одну из самых известных адвокатских компаний. Вот уже 15 лет он занимается тем, что защищает интересы богатых клиентов своей фирмы. Суть его работы заключается в «решении вопросов». Себя он называет «чистильщиком». Но вдруг в его карьере наступает перелом.
Компания, где работает Клейтон, 6 лет защищает интересы химического концерна U-North. Неожиданно по этому делу появляются новые доказательства, и один из сотрудников адвокатской фирмы, а также близкий друг Клейтона, выкрадывает папку с документами и переходит на сторону обвинителей. Теперь Клейтону нужно понять, на чьей стороне оставаться и как долго ему позволят быть в игре в принципе.

## В ролях
| Актёр          | Роль               |
| -------------- | ------------------ |
| Джордж Клуни   | Майкл Клейтон      |
| Тильда Суинтон | Карен Краудер      |
| Том Уилкинсон  | Артур Эденс        |
| Сидни Поллак   | Марти Бах          |
| Майкл О’Киф    | Барри Грисом       |
| Кен Ховард     | Дон Джеффрис       |
| Мерритт Уивер  | Анна               |
| Шон Каллен     | Джин Клейтон       |
| Дэвид Лэнсбери | Тимми Клейтон      |
| Дэвид Зейес    | детектив Дальберто |

## Создание
Автомобиль «Мерседес-Бенц», взорванный в фильме, ранее был использован на съёмках картины «Дьявол носит Prada».
В кинотеатры фильм доставляли под названием «Поверенные государства».
Подругу Майкла в фильме сыграла Дженнифер Эль, однако все сцены с её участием были вырезаны.

## Отзывы
«Майкл Клейтон» получил в основном положительные отзывы кинокритиков. На Rotten Tomatoes у фильма 90 % положительных рецензий из 192. На Metacritic — 82 % из 36. Многие критики включили фильм в собственные списки десяти лучших фильмов года.
Фильм занял 93-е место в списке "100 лучших фильмов XXI века", составленном газетой The New York Times.

## Награды и номинации
- 2007 — участие в конкурсной программе Венецианского кинофестиваля.
- 2007 — премия «Спутник» за лучшую мужскую роль второго плана — драма (Том Уилкинсон), а также 2 номинации: лучшая женская роль второго плана — драма (Тильда Суинтон), лучший оригинальный сценарий (Тони Гилрой).
- 2007 — премия Национального совета кинокритиков США за лучшую мужскую роль (Джордж Клуни), а также попадание в десятку лучших фильмов года.
- 2008 — премия «Оскар» за лучшую женскую роль второго плана (Тильда Суинтон), а также 6 номинаций: лучший фильм (Сидни Поллак, Кристофер Гуд, Керри Орент), лучший режиссёр (Тони Гилрой), лучшая мужская роль (Джордж Клуни), лучшая мужская роль второго плана (Том Уилкинсон), лучший оригинальный сценарий (Тони Гилрой), лучшая музыка к фильму (Джеймс Ньютон Ховард).
- 2008 — 4 номинации на премию «Золотой глобус»: лучший фильм — драма, лучшая мужская роль — драма (Джордж Клуни), лучшая мужская роль второго плана (Том Уилкинсон), лучшая женская роль второго плана (Тильда Суинтон).
- 2008 — премия BAFTA за лучшую женскую роль второго плана (Тильда Суинтон), а также 4 номинации: лучшая мужская роль (Джордж Клуни), лучшая мужская роль второго плана (Том Уилкинсон), лучший оригинальный сценарий (Тони Гилрой), лучший монтаж (Джон Гилрой).
- 2008 — 3 номинации на премию Гильдии киноактёров США: лучшая мужская роль (Джордж Клуни), лучшая мужская роль второго плана (Том Уилкинсон), лучшая женская роль второго плана (Тильда Суинтон).
- 2008 — номинация на премию Гильдии режиссёров США за лучшую режиссуру художественного фильма (Тони Гилрой).
- 2008 — номинация на премию Гильдии сценаристов США за лучший оригинальный сценарий (Тони Гилрой).
- 2008 — премия Эдгара Аллана По за лучший сценарий художественного фильма (Тони Гилрой).
- 2008 — премия Лондонского кружка кинокритиков лучшему британскому актёру второго плана (Том Уилкинсон), а также 3 номинации: лучший актёр (Джордж Клуни), лучший британский актёр (Том Уилкинсон), лучшая британская актриса второго плана (Тильда Суинтон).